# Milou Nuyens
Milou Nuyens (1985) is een Nederlandse danseres.
Nuyens studeerde aan Codarts in Rotterdam, waar zij in 2007 afstudeerde. In 2005 werd zij voor de documentaire De Avond van de Jonge Danser gevolgd als een van zes jonge dansers die streden voor de titel Beste Jonge Danser van Nederland. Nuyens won deze wedstrijd, en was later dat jaar tevens de eerste Nederlandse winnaar van de Europese finale van de internationale danscompetitie Eurovision Young Dancers in Warschau.
Na haar studie ging zij aan de slag bij het Landestheater Linz en het Staatstheater Darmstadt. Hierna kreeg ze een aanstelling bij het Dansk Danseteater. In 2019 werd ze genomineerd voor de Årets Reumert vanwege haar rol in de dansvoorstelling Krash & Chopin danser.
In 2015 maakte het televisieprogramma Het uur van de wolf een vervolg op de documentaire van 2005, door de zes dansers, waaronder Nuyens, opnieuw te bezoeken.